# Assassin's Creed: Recollection
Assassin's Creed: Recollection es una aplicación para iOS de 2011 que incluye un juego de cartas llamado "Tácticas", una galería de arte de la serie Assassin's Creed, una tienda en la aplicación donde los jugadores pueden comprar créditos Animus y nuevas tarjetas, o recuerdos, y el corto animado película Assassin's Creed: Embers. Inicialmente lanzado en diciembre de 2011 para iPad, el juego se lanzó posteriormente para iPhone y iPod Touch en marzo de 2012. El juego ya no está disponible para su descarga en la App Store.

## Visión general
Tactics es un juego de cartas en tiempo real, donde los jugadores participan en disputas individuales para controlar las tres regiones en el tablero. Para controlar una región, los jugadores deben aumentar su influencia usando sus cartas. El jugador que alcanza la influencia 10 primero en un área determinada controlará esa área. El jugador que controla dos de las tres áreas gana.
Si ambos jugadores obtienen 10 influencia en una región, cualquier movimiento adicional jugado en esa región erosionará la influencia del oponente.
Tactics tiene una campaña e historia para un jugador asociada donde las batallas se libran contra oponentes de IA. El jugador comienza con tres misiones de tutoría en España durante las cuales se introducen las mecánicas clave del juego utilizando mazos específicos y pausas en la acción para ilustrar los puntos. Después de completar el tutorial, el jugador procede a la primera ubicación en Italia para la primera batalla completa en tiempo real.
El aspecto multijugador de Tactics está vinculado con iOS Game Center para encontrar oponentes, rastrear logros, etc.

## Recuerdos
"Recuerdos" es el nombre dado a las cartas en este juego. Los recuerdos se obtienen comprando paquetes en la tienda de aplicaciones con Créditos Animus o como premios después de una batalla. Hay tres tipos diferentes de recuerdos: agentes, sitios y acciones. Al jugador se le otorga un paquete gratuito de Recuerdos al iniciar Tácticas.
Los recuerdos se compran dentro de una batalla usando oro. El costo de cada memoria es relativo a su poder. Algunos recuerdos se suman a los ingresos diarios del jugador una vez resueltos.
Los recuerdos se dividen en seis especialidades codificadas por colores que reflejan la naturaleza de los individuos, las acciones y los sitios dentro de la serie: oro (amarillo), crimen (negro), fe (rojo), medios (púrpura), orden (azul), y erudito (verde).

### Agentes
Los agentes son recuerdos de personajes que se pueden enviar a cualquiera de las regiones para aumentar la influencia del jugador. El jugador puede tener un máximo de dos agentes en cada región. Cuando se compra un agente, tarda medio día en resolverse, después de lo cual se puede colocar en una región. Una vez en una región, el agente toma otro medio día para ejercer su influencia.
Si un agente permanece sin oposición hasta que se resuelva, su influencia se agrega a la región y el agente regresa al cuartel general del jugador para descansar durante medio día antes de volver a estar disponible para jugar.
Un jugador puede enviar a un agente en conflicto contra el agente de un jugador contrario. Cuando se hace esto, el conflicto tarda medio día en resolverse. Al final, la fuerza de cada agente se reduce por la influencia del agente contrario. Si un agente se reduce a fuerza cero, se elimina (se envía a los archivos). Los agentes que sobreviven al conflicto regresan al cuartel general de sus jugadores, pero no contribuyen con influencia en la región debido al conflicto.
Algunos agentes tienen habilidades especiales que les permiten influir en jugadores amigos u opuestos o que les proporcionan fortalezas o debilidades en ciertos escenarios. Algunas habilidades se activan cuando se compra el agente y otras se manifiestan una vez que el agente se envía a una región.

### Sitios
Los sitios son memorias de ubicación que se asignan a una región y le darán al jugador un aumento diario de influencia. Los sitios se pueden apilar dentro de una región para aumentar la influencia. Se compara la influencia actual de los sitios de cada jugador y el jugador con mayor influencia recibe el diferencial entre los dos al final de cada día.

### Comportamiento
Las acciones son recuerdos que pueden alterar el curso de la batalla al aumentar la influencia del jugador o paralizar a su oponente. Muchas acciones se resuelven rápidamente, sin requerir el tiempo de carga de medio día; sin embargo, las memorias de acción solo tienen un uso antes de que se archiven.

### Secuencias
El jugador puede crear diferentes secuencias, que son colecciones de recuerdos. Dado que los recuerdos se barajan y se extraen aleatoriamente durante una batalla, las secuencias permiten al jugador adaptar el mazo para una batalla específica o para diferentes estrategias al incluir solo los recuerdos que serían más efectivos en esa situación.
Una secuencia debe tener un mínimo de 50 memorias y un máximo de 300. Las memorias dentro de una secuencia solo pueden tomarse de dos especialidades diferentes de la elección del jugador, además del Oro, que siempre está permitido.
Se elige una secuencia para usar antes de comenzar una batalla. La interfaz de Sequence Manager le permite al jugador crear nuevas secuencias, duplicar secuencias existentes y agregar o eliminar memorias de una secuencia existente.

## Batallas
Cuando se inicia una batalla en Tácticas, el jugador tiene la oportunidad de revisar la selección aleatoria de seis cartas de la secuencia con la que comenzará la partida. Hay una oportunidad única de barajar y seleccionar aleatoriamente un nuevo conjunto de seis cartas.
Las seis cartas iniciales están disponibles para la compra tan pronto como el jugador genera suficiente oro. Cada día se selecciona una carta adicional del mazo y se agrega a la lista de listas, suponiendo que actualmente haya menos de seis cartas.
Las batallas siguen un ciclo diario, representado por una barra vertical que progresa en la pantalla. Al final de cada día, el ingreso diario del jugador aumenta en un oro y la influencia de los Sitios se agrega a cada región.

## Créditos Animus
Los Créditos Animus son la moneda del juego que se usa para comprar nuevos paquetes de cartas. Como parte del tutorial, el jugador recibe exactamente los créditos suficientes para comprar el mazo de inicio cuando comienza Tácticas. Se pueden obtener créditos adicionales a través de batallas ganadoras para un jugador y multijugador. Cada batalla victoriosa para un jugador (después de las tres batallas tutoriales) agrega créditos, generalmente 25 o 50, pero las dos últimas batallas producen 100 y 200. Estos créditos solo se pueden obtener una vez; las victorias repetidas no agregan créditos. Los créditos también se pueden comprar con moneda real a través de compras en la aplicación a partir de $ 0,99 (EE. UU.).

## Campaña para un jugador
La campaña para un jugador comienza con tres niveles de tutoría en España. Estos niveles se pausan automáticamente a medida que se introducen nuevos conceptos y las secuencias se adaptan para demostrar cada concepto.
Después de completar los niveles del tutorial, la historia cambia a Italia, donde el jugador progresa a través de una serie lineal de dieciséis niveles antes de dirigirse a Constantinopla para el nivel final de la historia. La IA usa diferentes secuencias en cada nivel, lo que requiere que el jugador adapte su propia secuencia para contrarrestar.

### Modo Desafío
Después de completar la campaña para un jugador, el Modo Desafío se desbloquea. Este modo lleva al jugador de regreso a Italia por diez niveles, cada uno de los cuales presenta un desafío diferente además de la jugabilidad básica. Los niveles del modo desafío le dan al jugador 100-200 créditos de Animus cuando se completan. Al reproducir un nivel, el jugador recibe 125 Créditos Animus. El oponente de IA se aleatoriza cada vez que se reproduce un desafío.
| Desafío | Descripción                                                                          | Créditos |
| ------- | ------------------------------------------------------------------------------------ | -------- |
| 1       | Cada vez que juegas, te enfrentas a un oponente diferente.                           | 100      |
| 2       | El ritmo del juego es 5 veces más rápido.                                            | 200      |
| 3       | Tu oponente comienza con 3 de oro y 6 de ingresos.                                   | 200      |
| 4       | Tu oponente comienza con 12 recuerdos en mano.                                       | 200      |
| 5       | Debes ganar usando tu primera secuencia.                                             | 200      |
| 6       | El oponente ya controla una región.                                                  | 200      |
| 7       | Cada día, pierdes 1 punto en cada región.                                            | 200      |
| 8       | Tus recuerdos son más caros.                                                         | 200      |
| 9       | Sus sitios no tienen influencia. Tus agentes no tienen poder                         | 200      |
| 10      | No hay información disponible. (Parece ser uno de los desafíos 1-9 elegidos al azar) | 300      |